# Natasha Rothwell
Natasha Rothwell, född 18 oktober 1980 i Wichita, Kansas, är en amerikansk skådespelare.
Rothwell har bland annat medverkat i TV-serierna Saturday Night Live (2014–2015) och Insecure (2016–2021). Hon har även medverkat i filmerna Sonic the Hedgehog från 2020, Sonic the Hedgehog 2 från 2022 och Wonka från 2023.

## Filmografi (i urval)
- 2014–2015: Saturday Night Live (manusförfattare)
- 2016–2021: Insecure
- 2018: Like a Boss
- 2020: Sonic the Hedgehog
- 2021–2025 – The White Lotus (TV-serie)
- 2022: Sonic the Hedgehog 2
- 2023: Wonka
- 2023 – Önskan